# Letargi
Letargi (af græsk ληθαργία, lethargía = ”dvaletilstand”) er i det medicinske fagsprog betegnelsen for en bevidsthedsforstyrrelse, som fremkalder søvninghed og en forhøjet tærskel for sanseindtryk.
Letargi er det vigtigste symptom på sygdommen Encephalitis lethargica, men udløses også ved andre årsager til forøget tryk på hjernen (”Increased intracranial pressure”, ICP).
Begrebet bruges ofte i overført betydning som beskrivelse af den passivitet og uvilje eller manglende evne til at mestre forandringer, der er fremkaldt af ubehagelige eller tragiske begivenheder.
Også livssituationer kan være domineret af en letargi, hvor passivitet og ekstrem tilbageholdenhed er fremherskende. Blandt andre den brasilianske pædagog, Paulo Freire, forsøgte at gennembryde en socialt fremkaldt letargi, opstået gennem undertrykkelse.
Letargi kan behandles medicinsk ved anvendelse af psykostimulanser som f.eks. Pyrovaleron.
 Der er for få eller ingen kildehenvisninger i denne artikel, hvilket er et problem. Du kan hjælpe ved at angive troværdige kilder til de påstande, som fremføres i artiklen.